# Ma Yanhong
Ma Yanhong, chinês simplificado: 马燕红 (Pequim, 5 de julho de 1963) é uma ex-ginasta chinesa, que competiu em provas de ginástica artística.
Foi a primeira ginasta chinesa, entre homens e mulheres, a conquistar o ouro em campeonatos mundiais e olimpíadas. Ma é campeã olímpica, mundial e asiática nas barras assimétricas.

## Carreira
Ma começou a praticar ginástica em Pequim, sua cidade natal, no Shichahai Sports School for Amateurs, aos oito anos de idade.
Em 1978, seu primeiro ano como membro da equipe sênior chinesa, participou dos Jogos Asiáticos, conquistando o título nas barras assimétricas. Repetiu o feito na Copa do Mundo de Shanghai, no mesmo ano. Ma foi membro da equipe durante os Campeonatos Mundiais de 1979, 1981 e 1983. Em 1982, conquistou o título nacional nas barras assimétricas. Durante os Jogos de Los Angeles, Ma competiu em seu principal aparelho, com fortes dores, mas terminou com grande desempenho a competição, conquistando assim a medalha de ouro olímpica, empatada com a americana Julianne McNamara. Com seu melhor aparelho sendo as barras assimétricas, igualou alguns anos antes o título mundial. Era conhecida por sua séries dificeis e de bastante originalidade.
Após sua carreia na modalidade artística, dedicou-se aos estudos, passando algum tempo no Reino Unido e Estados Unidos, retornando a China em 1994. Dedica-se atualmente aos negócios, onde possui um restaurante em Pequim, além de ser comentarista de competições de ginástica, principalmente em Campeonatos Mundiais realizados em seu país, como fez em Tianjin em 1999. Entre seus maiores êxitos estão o Ma Yanhong salto, executado nas barras assimétricas, de valor E.
No ano de 2008, tornou-se a primeira ginasta chinesa inserida no International Gymnastics Hall of Fame

## Principais resultados
| Ano  | Evento                                    | AA | Equipe            | Salto sobre o cavalo. | Trave. | Barras assimétricas. | Solo. |
| ---- | ----------------------------------------- | -- | ----------------- | --------------------- | ------ | -------------------- | ----- |
| 1978 | Jogos Asiáticos                           |    |                   |                       |        | Medalha de ouro      |       |
| 1978 | Copa do Mundo - Shanghai                  |    |                   |                       |        | Medalha de ouro      |       |
| 1979 | Campeonato Mundial de Ginástica Artística |    | 4º                |                       |        | Medalha de ouro      |       |
| 1981 | Campeonato Mundial de Ginástica Artística |    | Medalha de prata  |                       |        | Medalha de prata     |       |
| 1982 | Campeonato Nacional                       |    |                   |                       |        | Medalha de ouro      |       |
| 1983 | Campeonato Mundial de Ginástica Artística |    | 5º                |                       |        |                      |       |
| 1984 | Jogos Olímpicos                           |    | Medalha de bronze |                       |        | Medalha de ouro      |       |